# Caja de Jaén
Caja de Jaén era una caixa d'estalvis andalusa amb seu a Jaén que ha estat absorbida per Unicaja, que té seu a Màlaga.